# هينينج برغر
هينينج برغر (بالألمانية: Henning Bürger)‏ (16 ديسمبر 1969 في ألمانيا - ) هو مدرب كرة قدم ولاعب كرة قدم ألماني (وحمل سابقاً جنسية ألمانيا الشرقية) في مركز الدفاع. لعب مع آينتراخت فرانكفورت وشالكه 04 وكارل زايس يينا ونادي ساربروكن ونادي سانت باولي ونادي نورنبرغ وFC Rot-Weiß Erfurt ‏ وBSG Wismut Gera ‏.

## وصلات خارجية
- هينينج برغر على موقع قاعدة بيانات كرة القدم.إي يو (الإنجليزية)
- هينينج برغر على موقع بيانات كرة القدم. دي إي (الألمانية)
- هينينج برغر على موقع عالم كرة القدم.نت (الإنجليزية)